# Drievoudige verwarmermeridiaan

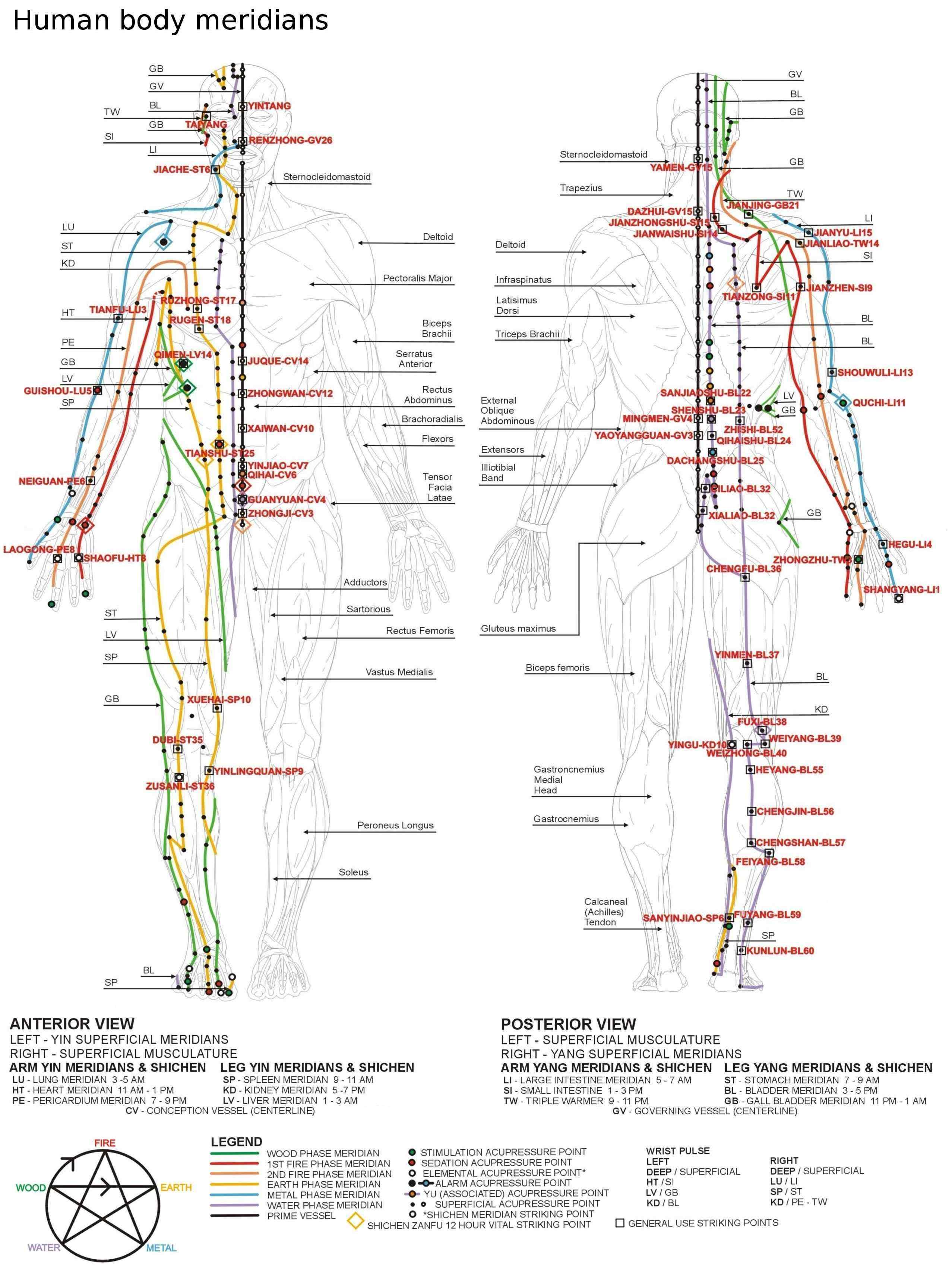
Overzicht van de 12 belangrijkste meridianen

De drievoudige verwarmermeridiaan (San Jiao) is een van de 12 belangrijkste meridianen in de traditionele Chinese geneeskunde.
De meridiaan begint aan het uiteinde van de vierde vinger en loopt via de achterzijde van de arm naar de schouder en loopt omhoog naar de nek, over de bovenkant van het oor tot de buitenkant van het oog. Volgens de traditionele Chinese geneeskunde is deze meridiaan een yangmeridiaan en behoort tot het element vuur. Tussen 21:00 en 23:00 uur zou deze energie het meest actief zijn.
Op de drievoudige verwarmermeridiaan zitten 22 punten die gebruikt worden binnen de acupunctuur, acupressuur en reflexologie en deze zouden invloed hebben op oorklachten, doofheid en klachten tijdens zwangerschap.
longmeridiaan · dikkedarmmeridiaan · dunnedarmmeridiaan · maagmeridiaan · miltmeridiaan · hartmeridiaan · blaasmeridiaan · niermeridiaan · pericardiummeridiaan · drievoudige verwarmermeridiaan · galblaasmeridiaan · levermeridiaan